# Ibis (časopis)
Ibis (s podtitulem „The International Journal of Avian Science“) je anglicky psaný vědecký časopis Britské ornitologické unie. Časopis bez přestávky vychází již od roku 1859, přičemž jeho prvního editora představoval význačný britský přírodovědec Philip Lutley Sclater. Vydavatelem je Wiley-Blackwell. Ibis vychází jednou za čtvrt roku a zabývá se četnými ornitologickými tématy, konkrétně ekologií, ochranou, chováním, paleontologií či systematikou ptáků, včetně zveřejňování popisů nových druhů.